# Аборигенско изкуство
Аборигенско изкуство обикновено се нарича традиционното изкуство на коренните жители на континента Австралия. Това е типична праисторическа култура, която продължава да живее и днес. В някои отделни части на Северна Австралия има развити традиции в изработването на скулптури, вероятно под влияние на съседните островни култури. Изработването на статуетки обаче е по-скоро изолирано явление и отстъпва далеч назад след живописта в живота на коренните австралийци. Рисуването се прави върху най-разнообразен материал: късче кора, дърво, гладък участък от скала, а също и повърхностите на щитове, бумеранги и други предмети, които украсяват с тънка гравировка. Основен дял в аборигенската скална живопис заема изобразяването на различни животински и антропоморфни фигури. Често се изобразяват мотиви от коренните австралийски фолклор и митове. Стиловете на рисуване могат да се разделят на натуралистични и схематични. Прави впечатление, че в крайбрежните райони на континента то е по-реалистично, отколкото в дълбоката вътрешност. В централните пустинни райони се рисуват предимно кръгове, спирали и различни съчетания между прави и вълнообразни линии. Най-много се използват четири цвята: червен, жълт, бял и черен.